# カルロ・マテウッチ

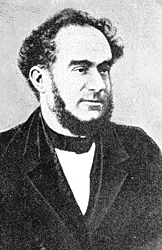
カルロ・マッテウッチ

カルロ・マッテウッチ（Carlo Matteucci, 1811年6月21日- 1868年6月25日）は、イタリアの物理学者、神経生理学者である。

## 生涯
ロマーニャのフォルリに生まれた。ボローニャ大学で数学を学んだ後、フランスの理工科学校やイタリアの大学で研究を続け、1840年にアラゴーの推薦でトスカーナ大公によってピサ大学の物理学の教授に任じられた。
ルイージ・ガルヴァーニの生物電気の発見をうけ、1830年頃からレオポルド・ノビーリの発明した電流計やボルタ電池を使って生物と電気の実験をおこなった。マッテウッチの実験は、ドイツのヨハネス・ペーター・ミュラーや彼の弟子のエミール・デュ・ボア＝レーモンによる生体の中の電気作用の解明につながっていく。電流などの時間的変化を記録するカイモグラフを発明した。
晩年は政治にも参加し、教育大臣になった。
イタリア科学アカデミーが基礎分野の科学の業績に授与する賞は、マッテウッチを記念してマッテウッチ・メダルと呼ばれ、1968年に始まって以降中断はあるが現在まで続いている。